# Xiakou Shuiku
Xiakou Shuiku (kinesiska: 峡口水库) är en reservoar i Kina. Den ligger i provinsen Zhejiang, i den östra delen av landet, omkring 250 kilometer sydväst om provinshuvudstaden Hangzhou. I omgivningarna runt Xiakou Shuiku växer i huvudsak blandskog.
Genomsnittlig årsnederbörd är 2 537 millimeter. Den regnigaste månaden är juni, med i genomsnitt 512 mm nederbörd, och den torraste är oktober, med 46 mm nederbörd.